# Право на защита
Правото на защита е основно човешко право, закрепено в основните закони на правовите държави.
На защита според българската конституция подлежат личния живот, чест, достойнство и добро име на гражданите на страната.
Всеки български гражданин има право на защита, когато са нарушени или застрашени негови права или законни интереси. Пред публичните учреждения всеки има право да се явява и със защитник. Във всеки стадий на производство или процес, гражданите или юридическите лица имат право на защита.

Дискусионен в българското общество е въпроса за механизмите позволяващи ефективното осъществяване на тази защита. В Германия, за разлика от България, гражданите и юридическите лица имат право на конституционна жалба до Конституционния съд. Съгласно основния закон на Федерална република Германия, 
| „     | Всички граждани и юридически лица имат право да сезират Конституционния съд с искане за установяване на противоконституционност на закон, с който се нарушават техни основни права и свободи, по ред, определен от закон. | “ |
| [ 1 ] | |   |

 В България това право е опосредствено и предадено на волята не на субектите на правото, а на главния прокурор, президента, правителството, ВКС, ВАС, от поне 48 депутати от НС и омбудсмана. Сред защитниците на индивидуалната конституционна жалба в България бе председателя на Конституционния съд Живко Сталев.
На общоевропейско ниво, правото на защита на нарушени основни човешки права и свободи е предоставено по силата на свободно изразената воля на страните на ЕСПЧ в Страсбург.
В пеналистиката, редом с правото на защита, е изведена теоретично и въведена в наказателното право презумпцията за невинност.